# Масудов, Вахид Юнусович
Вахи́д Юну́сович Масу́дов (род. 10 октября 1959, Джамбул) — советский и казахстанский футболист, полузащитник. Выступал за сборную Казахстана. Мастер спорта СССР (1986). Имеет тренерскую категорию «А».

## Биография
Родители Масудова в 1944 году были депортированы из Чечено-Ингушской АССР в Казахстан. Отец был водителем большегрузных автомобилей, мать — штукатуром-маляром. Сначала их поселили под Карагандой, позже они перебрались в Джамбул. В семье был третьим ребёнком (есть старшие брат и сестра).
Начинал с дворового футбола. В 11 лет с друзьями пошёл записываться в ДЮСШ, однако их не приняли по причине окончания набора. Однако вскоре на первенстве города удачно выступила (заняла 3-е место) команда средней школы, за которую играл Вахид и которую тренировал старший брат Антона Шоха Александр. После этого Масудова взяли в ДЮСШ. Первым тренером был Александр Сергеевич Рекашов. Выступая за джамбульскую юношескую команду, играл в финальных турнирах «Кожаный мяч».

## Карьера

### Игровая
В 16 лет, после разговора с отцом, решил, что футбол будет для него профессией. В итоге в 1977 году зачислен в команду мастеров «Химик» (Джамбул), а весной того же года дебютировал в команде.
Через год перешёл в команду «Хорезм» из Ханки, куда его порекомендовал экс-игрок «Химика» Христофор Каскиниди. Вернувшись в Джамбул осенью 1978 года, получил повестку в военкомат и отправился служить в команду из Кзыл-Орды «Орбита». Состоял в ВЛКСМ.
В 1980 году его позвал к себе наставник «Кайрата» Игорь Семёнович Волчок, который создавал в Алма-Ате команду на перспективу. За «Кайрат» первый матч провёл 7 апреля в Тбилиси против местного «Динамо»: Масудова выпустили на замену с заданием персонально сыграть против Манучара Мачаидзе. «Кайрат» сыграл неудачно — проиграл 0:3 — но молодого игрока все поддерживали и призывали сохранять боевой настрой.
Однако летом 1980 года был отправлен в Кзыл-Орду за дисциплинарный проступок. Месяц провёл в «Орбите», после чего вызван обратно в «Кайрат». Во втором круге сезона 1980 года стал твёрдым игроком основы. Был капитаном и лидером команды.
В 1985 году был вызван главным тренером сборной СССР Эдуардом Малофеевым на учебно-тренировочный сбор в Москву. В первой игре забил мяч, а во второй получил тяжёлую травму — перелом ноги с вывихом голеностопа. В итоге провёл два с лишним месяца на костылях, полгода был вне футбола. В 1986 году снова появился на поле и помог команде в тот год добиться наилучшего результата в советский период — занять 7-е место в высшей лиге.
В 1990 провёл один сезон за «Терек», за который его попросил поиграть отец. В 1991 вернулся в «Кайрат», за который выступал ещё 2 сезона.
1 июня 1992 года дебютировал за сборную Казахстана в домашней игре против сборной Туркменистана в турнире на Кубок Центральной Азии. Всего за сборную провёл 10 матчей, был капитаном сборной.
В 1993 играл за клуб «Достык», откуда осенью 1993 года уехал играть в Германию в клуб Оберлиги «Пройссен 07 Хамельн». Также играл за немецкий клуб «Гёттинген 05».
Вернувшись из Германии, стал играющим тренером в клубе «Актюбинец». В 1995 играл в «Елимае».

### Тренерская
С 1996 года на тренерской работе. Возглавлял «Кайрат», одновременно выходил на поле. По окончании сезона 1999 покинул команду.
В августе 1999 года возглавил «Тараз». В июне 2000 принял приглашение карагандинского клуба «Шахтёр-Испат-Кармет». По итогам сезона клуб занял 5-е место.
В 2001 году в очередной раз вернулся в «Кайрат», где задержался только до августа. В 2001—2002 тренировал сборную Казахстана, однако больших успехов не добился.
В 2002 возглавил команду «Восток-Алтын». В 2003 принял команду «Актобе-Ленто», но проработал в команде только до июля того же года. В 2004 работал с клубом «Жетысу».
В 2005 году возглавил «Шахтёр» из Караганды. Несмотря на то, что в команде были многомесячные невыплаты по зарплате, игроки были настроены на победу в каждом матче, что в итоге вылилось в 4-е место по итогам сезона. В апреле 2006 покинул команду после игры 3-го тура, когда «Шахтёр» потерпел поражение от петропавловского «Есиля» со счётом 1:2. После этого в течение года был без работы.
В 2006—2008 возглавлял «Кайрат». В последний год команда столкнулась с финансовыми трудностями, которые в итоге вынудили Масудова расстаться с командой и принять приглашение астанинского «Локомотива». Однако в «Локомотиве» надолго не задержался — уже в феврале 2009 года, за неделю до начала чемпионата Казахстана, написал заявление на увольнение по собственному желанию.
В марте 2009 возглавил клуб «Атырау», который незадолго до этого потерял главного тренера Антона Шоха. Вскоре вместе с командой стал обладателем Кубка Казахстана 2009. По итогам сезона 2009 года клуб стал 6-м в Премьер-лиге. В марте 2010, перед игрой с «Актобе» за Суперкубок Казахстана, уволен из команды.
В 2010 возглавил команду 1-й лиги «Восток» и вывел её в Премьер-лигу. В мае 2011 года, после 10-ти туров, покинул команду по семейным обстоятельствам (болезнь жены).
В августе 2012 года вошёл в тренерский штаб алматинского «Кайрата».
С 2013 по 2015 год по сезону тренировал клубы «Ордабасы», «Астана-1964» и ЦСКА.
С февраля 2016 года стал старшим тренером молодёжной сборной Казахстана.
В июле 2016 года стал главным тренером уральского «Акжайыка». В 10 оставшихся матчах чемпионата клуб под его руководством одержал 8 побед и сохранил прописку в Премьер-лиге. В сезоне 2017 года также шла борьба за выживание, «Акжайык» занял 10 место и в переходной игре сумел обыграть «Мактаарал», сохранив место «под солнцем». Но Масудов в декабре покинул команду.
В январе 2018 года Масудов был назначен главным тренером «Атырау», но после четырёх стартовых поражений был в апреле отправлен в отставку.

## Достижения

### Игрока
- Чемпион Казахстана: 1992, 1995
- Обладатель Кубка Казахстана: 1992, 1995, 1996/1997
- Обладатель Кубка Федерации СССР: 1988

### Тренера
- Обладатель Кубка Казахстана: 2008/09
- Победитель Первой лиги Казахстана: 2010

## Характеристика
Как игрок Масудов славился своей техникой, мягкостью обращения с мячом.

## Семья
Жена Наталия скончалась в 2011 году. Три дочери.
Новая жена Олеся Масудова, у них появился сын Юнус Масудов 2008г.р..